# Laufer Schlagturm
Brama wieży zegarowej gońca – gotycka brama, znajdująca się w Norymberdze, umieszczona w ciągu przedostatniego pierścienia średniowiecznych murów miejskich. Po zbudowaniu następnego pierścienia murów obronnych w XIV wieku, brama znalazła się w środku starego miasta. Brama znajduje się przy drodze wylotowej w kierunku Lauf an der Pegnitz. Nazwa bramy pochodzi od tej miejscowości oraz od pełnienia przez wieżę bramy funkcji zegara. Nie należy jej mylić z Laufer Tor.

## Źródła
- Helge Weingärtner: Laufer Schlagturm. In: Michael Diefenbacher, Rudolf Endres (Hrsg.): Stadtlexikon Nürnberg. 2., verbesserte Auflage. W. Tümmels Verlag, Nürnberg 2000, ISBN 3-921590-69-8